# Herminia violacealis
Herminia violacealis là một loài bướm đêm trong họ Noctuidae.